# Perrysville
Perrysville – wieś w Stanach Zjednoczonych, w stanie Ohio, w hrabstwie Ashland.